# Маниока
Маниоката (Manihot esculenta) е тропически храст от семейство Млечкови, важно кореноплодно растение. Има важно стопанско значение. Отглеждат се много сортове, главно в Африка и Южна Америка, а също и в почти всички тропически райони на Земята. От нея се приготвя хранителният продукт тапиока. Растението е третият по големина източник на хранителни въглехидрати в тропиците. Маниоката е основен хранителен продукт в развиващите се страни, като осигурява прехрана за около 500 млн. души.

## Описание
Маниоката е бързорастящо многогодишно вечнозелено храстовидно растение. На височина достига до 3 m. Листата са поредни, дълбоко насечени. Цветовете са дребни, в дълги метловидни съцветия. Плодът е кутийка. От корените се приготвя тапиока.
Клубеновидно издутите корени на маниоката са дълги и заострени, с твърда, хомогенна вътрешност, обвита в кора, дебела около 1 mm. Предназначените за търговия сортове са от 5 до 10 cm в диаметър в горната си част и от около 15 до 30 cm дълги (понякога могат да достигнат до 1 m и тегло до 15 kg). Плодовата вътрешност може да е бяла или жълтеникава на цвят. Корените на маниоката са много богати на скорбяла (20 – 40%) и съдържат значителни количества калций (50 mg/100 g), фосфор (40 mg/100 g) и витамин C (25 mg/100 g). Въпреки това корените са бедни на протеини и други хранителни вещества. Съдържащият се в тях отровен гликозид се отстранява при тяхното изсушаване, промиване и варене. За разлика от корените, листата на растението са богати на протеини (в частност лизин), но са бедни на аминокиселината метионин и на триптофан.

## История
Полен от маниока, датиран от 4600 пр.н.е., е намерен в низините на Мексикански залив в археологическите разкопки Сан Андрес в щата Табаско. Най-старите преки доказателства са намерени на археологическите разкопки Хоя де Серен в Салвадор, и показват, че маите отглеждат култивирана маниока още от преди 1400 години. Маниоката е основен хранителен продукт за населението на Америка в периода преди Колумб и често е изобразявана в местното изкуство.